# Jeffrey Dahmer

Imagine preluată din dosare judiciare (1982)

Jeffrey Lionel Dahmer (n. 21 mai 1960 - d. 28 noiembrie 1994), numit și Canibalul din Milwaukee, a fost un criminal în serie american, care în perioada 1978 - 1991 a comis crime, violuri și acte de cruzime asupra a 17 victime, toate de sex masculin, la care s-au adăugat elemente de necrofilie și canibalism.
Deși a fost diagnosticat de specialiști ca având tulburare de personalitate, s-a considerat că toate aceste infracțiuni au fost comise în deplinătatea facultăților mintale, drept urmare a fost condamnat la închisoare pe viață.
Și-a găsit sfârșitul fiind ucis de un alt deținut. Ultimele lui cuvinte au fost: 
“Nu-mi pasă dacă trăiesc sau mor. Poți să mă omori”.